# Okręg wyborczy Boroughbridge
Okręg wyborczy Boroughbridge powstał w 1553 r. i wysyłał do angielskiej, a następnie brytyjskiej, Izby Gmin dwóch deputowanych. Okręg obejmował miasto Boroughbridge w hrabstwie Yorkshire. Został zlikwidowany w 1832 r.

## Deputowani do brytyjskiej Izby Gmin z okręgu Boroughbridge

### Deputowani w latach 1553–1660
- 1563–1567: John Ashley
- 1584–1586: Nicholas Faunt
- 1586–1587: George Savile
- 1588–1589: Edward Fitton
- 1593: John Brograve
- 1593: Vincent Skinner
- 1597–1598: Henry Fanshawe
- 1601: Thomas Fairfax
- 1601: Richard Whaley
- 1604–1611: Henry Jenkins
- 1604–1611: Thomas Vavasour
- 1620–1622: George Wethered
- 1620–1627: Ferdinando Fairfax
- 1640: Ferdinando Fairfax, 2. lord Fairfax of Cameron
- 1640–1648: Philip Stapleton
- 1640–1653: Thomas Mauleverer
- 1648: Henry Stapylton
- 1659: Laurence Parsons
- 1659: Robert Stapylton

### Deputowani w latach 1660–1832
- 1660–1661: Conyers Darcy
- 1660–1661: Henry Stapylton
- 1661–1675: Richard Mauleverer
- 1661–1673: Robert Long
- 1673–1679: Henry Goodricke
- 1675–1679: Michael Warton
- 1679–1689: Thomas Mauleverer
- 1679–1685: John Brookes
- 1685–1705: Henry Goodricke
- 1689–1690: Christopher Vane, wigowie
- 1690–1695: Brian Stapylton
- 1695–1698: Thomas Harrison
- 1698–1705: Brian Stapylton
- 1705–1708: John Staplylton
- 1705–1713: Craven Peyton
- 1708–1715: Brian Stapylton
- 1713–1715: Edmund Dunch, wigowie
- 1715–1718: Thomas Wilkinson
- 1715–1722: Richard Steele, wigowie
- 1718–1722: Wilfrid Lawson
- 1722–1722: Conyers Darcy
- 1722–1742: James Tyrrell
- 1722–1727: Joseph Danvers
- 1727–1746: George Gregory
- 1742–1756: William Murray, torysi
- 1746–1750: Francis Scott, hrabia Dalkeith
- 1750–1754: Lewis Watson
- 1754–1755: John Fuller
- 1755–1768: Cecil Bisshopp
- 1756–1757: Augustus FitzRoy, hrabia Euston
- 1757–1761: Thomas Thoroton
- 1761–1767: Brice Fisher
- 1767–1768: James West Młodszy
- 1768–1774: Nathaniel Cholmley
- 1768–1772: James West Starszy
- 1772–1774: Henry Clinton
- 1774–1784: Anthony Eyre
- 1774–1775: Charles Mellish
- 1775–1780: William Phillips
- 1780–1784: Charles Ambler
- 1784–1796: Richard Sutton
- 1784–1790: Henry Temple, 2. wicehrabia Palmerston
- 1790–1796: Morris Robinson
- 1796–1802: Francis Burdett
- 1796–1799: John Scott, torysi
- 1799–1806: John Scott, torysi
- 1802–1806: Edward Berkeley Portman, wigowie
- 1806–1806: Robert Stewart, wicehrabia Castlereagh, torysi
- 1806–1818: William Henry Clinton, torysi
- 1806–1808: Henry Dawkins, torysi
- 1808–1818: Henry Clinton, torysi
- 1818–1820: Marmaduke Lawson, torysi
- 1818–1820: George Mundy, torysi
- 1820–1820: Richard Spooner, torysi
- 1820–1830: George Mundy, torysi
- 1820–1830: Henry Dawkins, torysi
- 1830–1832: Charles Wetherell, torysi
- 1830–1832: Matthias Attwood, torysi